# شودوق
شودوق (به ترکی آذربایجانی: Şuduq) یک منطقه مسکونی در جمهوری آذربایجان است که در شهرستان قوبا واقع شده است. شودوق ۴۲۸ نفر جمعیت دارد و مردم آن از تات‌های قفقاز هستند.

## ریشه واژه
شودوق در زبان تاتی قفقاز به معنی زمین گندم کاشته‌شده است.